# عين بن خليل
برزت بلدية عين بن خليل عن التقسيم الإداري لسنة 1984 وهي مشكلة من بلديتين (مقر البلدية وسيدي موسى)
ومناطق متفرقة ومن الجانب الإداري فإنها تعمل تحت وصاية دائرة المشرية تتربع بلدية عين بن خليل على مساحة 3560م2 وبمجموع سكاني بلغ حسب احصائيات 2008 ب:12632 نسمة يتمركز سدسهم في البدو لكون المنطقة رعوية زيادة على وقوعها بين سلسلتين جبليتين الأولى جبل الكروش بوغنيسة والثانية جبل الغرنوق.
الحدود: يحدها من الشمال بلديتي مكمن بن عمار وبلدية القصدير وبلدية الصفيصيفة والعين الصفراء والنعامة جنوبا وبلدية البيوض شرقا والحدود المغربية غربا.
الرعي: هو النشاط الرئيسي المسيطر على المنطقة والمتمثل في تربية المواشي حيث بلغت رؤوس الأغنام حوالي 17500 رأس والبقر 3000 الخيل 100 
الفلاحة: تمتاز المنطقة بمنسوب جيد من محيط المياه الجوفية مما دفع بالبعض لممارسة النشاط ألفلاحي منذ وقت بعيد بكل من محيط واد سيدي موسى الكريمة وغيرها متمثلة في زراعة البقول والأشجار المثمرة وبغرض تشجيع المواطنين على خدمة الأرض تم إنشاء مخطط التنمية الفلاحية والتي قضت على بعض المشاكل التي كان يعانيها الفلاح 
الشغل: تعاني البلدية من نسبة كبيرة من البطالة تتراوح بين 55بالمئة و 60 بالمائة والحصص المستفادة منها في إطار عملية تشغيل الشباب تعد ضئيلة مقارنة مع الملفات المطروحة.
الشباب والرياضة: تمارس النشاطات الثقافية بالقاعة الوحيدة المتعددة الخدمات التي تبقى غير كافية أما ألرياضة الأكثر شعبية هي كرة القدم فهناك ملعب تمارس من خلاله كرة القدم وان كانت البلدية تحتاج إلى قاعة متعددة رياضيات للترفيه عن الشباب 
السياحة: تزخر البلدية بمناظر سياحية تتمثل في الكثبان الرملية وبحيرة حوض الدائرة التي تعد مجمع لأنواع عديدة من الطيور المهاجرة 
الصحة: بالبلدية مركز صحي وقاعة متعددة الخدمات بمقر البلدية وأخرى بقرية سيدي موسى 
المناخ: ولكونها منطقة سهبية فان المناخ حار صيفا وبارد شتاءا بالإضافة إلى الجليد والعواصف الرملية أما الأمطار الضعيفة غير المنتظمة
العادات والتقاليد
لكل مجتمع عاداته وتقاليده ومنجزاته التي تميزه عن غيره من المجتمعات حيث تمثل جزءا من تراثه العريق الذي يستوجب المحافظة 
التراث مرآة تعكس الماضي وهو نمط حية ورثناه عن أجدادنا وتراثه الأجيال القادمة ويشكل مجموع القيم والعادات والتقاليد ومختلف العلوم والفنون 
ولهذا يشرفنا أن نذكر البعض من العادات وتقاليد منطقتنا البسيطة والجد متواضعة هي منطقة عين بن خليل 
يشتهر سكان بلدية عين بن خليل بالكرم والجود وحسن الضيافة ويمتازون بعادات وتقاليد منها:
1-	الحيدوس: وهو عبارة عن صفين نسويين مملوء بالغناء الشعبي الأصيل والزغاريد الموحية بالفرح والسرور.
2-	العلاوي: هي كذلك تتكون من صف من الرجال يرقصون على أنغام البندير والقصبة كأكلات للطبل وما مشابه ذلك 
3-	الوعدة: عبارة عن تظاهرة شعبية وتخليد ذكرى لأحد ولاة الله الصالحين بالمنطقة تقام كل سنة فيها يتعارف الناس وتلتقي العائلات متخذين الخيام مسكن لهم وتقوم السيدات بإعداد الأكل والشرب أما الرجال يقومون بركوب الخيل وذلك ما نسميه بالفروسية وتدوم التظاهرة الشعبية لثلاث أيام.
4-	اللباس هو عبارة عن ملابس تقليدية معبرة عن الحضارة الإنسانية وعن الشخصية الوطنية قام أجدادنا وأسلافنا بارتدائها في الماضي ومازلنا إلى يومنا هذا نفتخر به ونرتده مثل: البرنوس العمامة العباءة الحايك وغيرها من الألبسة التقليدية التي تعتبر قاعدة للانطلاق نحو المستقبل والمساهمة في بناء حضارة الأمة.
5-	المأكولات الشعبية: التي تتمثل في أكل له ذوق خاص ولذيذ كان يحضر في الماضي وهو متداول الآن في كل المناطق الجزائرية وخاصة منطقة عين بن خليل حيث يحضر في كل المناسبات والأعياد والأفراح مثل: الرفيس الكسكسى المعكرة البغرير وغيرها من المأكولات الشعبية الشهية الطبية.
تحرير: قدار عبد الكريم

## المقبرة المسيحية
عثرت مجموعة من المواطنين من بلدية عين بن خليل بالنعامة، على مقبرة مسيحية بالقرب من الغابة الكائنة داخل المدينة بجوار الملعب البلدي. وحسب شهادات متطابقة للمواطنين فإنه تم اكتشاف هذه القبور بعد أن تعرضت هذه المقبرة إلى التعرية بفعل الزوابع الرملية التي تمتاز بها المنطقة، حيث وجدت ثلاثة قبور بجوار بعضها البعض بأسماء أجانب مكتوبة باللغة الفرنسية عليها صليب مسيحي، دون الإشارة إلى تاريخ الوفيات، ولكن وحسب أحد شيوخ المنطقة الذي أرجعها إلى ما قبل سنة 1900 بحكم أنه كانت هناك ثكنة عسكرية بتلك المنطقة التي وجدت فيها القبور وأنه تم إزالة الثكنة سنة 1975 وتحطيمها بطلب من شيوخ العرش، لكي لا تكون هناك شواهد وآثار للاستعمار الغاشم بالمنطقة. وحسب مصادر من داخل البلدية فإنه تمت مراسلة المصالح الولائية بخصوص الموضوع سالف الذكر من أجل وضع سياج على تلك القبور بغية حمايتها أو نقل الرفات إلى مقابر أخرى.

## وصلات أخرى

### وصلات داخلية
- دائرة المشرية
- ولاية النعامة

### وصلات خارجية
- الموقع الرسمي لولاية النعامة.
- موقع إذاعة النعامة الجهوية: البث الحي (هنا).
- النعامة للأخبار: موقع أخبار ولاية النعامة.
- منتديات المشرية.